# 呼蘭副都統
呼兰副都统是清朝政府在呼兰城（今黑龙江省哈尔滨市呼兰区）设立的正二品副都统官职。隶属黑龙江将军。

## 历史
雍正十二年（1734年），设立呼兰城城守尉一员。
光绪四年（1878年），改呼兰城守尉为呼兰副都统。下辖东呼兰厅与东北绥化厅。
光绪三十二年裁撤副都统。